# Liste der Biografien/Dang
Liste der Biografien |
Portal Biografien |
Personensuche
# |
A |
B |
C |
D |
E |
F |
G |
H |
I |
J |
K |
L |
M |
N |
O |
P |
Q |
R |
S |
T |
U |
V |
W |
X |
Y |
Z |
?
 
Da |
Db |
Dc |
Dd |
De |
Dg |
Dh |
Di |
Dj |
Dk |
Dl |
Dm |
Dn |
Do |
Dq |
Dr |
Ds |
Du |
Dv |
Dw |
Dy |
Dz
 
Daa |
Dab |
Dac |
Dad |
Dae |
Daf |
Dag |
Dah |
Dai |
Daj |
Dak |
Dal |
Dam |
Dan |
Dao |
Dap |
Daq |
Dar |
Das |
Dat |
Dau |
Dav |
Daw |
Dax |
Day |
Daz
 
Dana |
Danb |
Danc |
Dand |
Dane |
Danf |
Dang |
Danh |
Dani |
Danj |
Dank |
Danl |
Dann |
Dano |
Danq |
Danr |
Dans |
Dant |
Danu |
Danv |
Danw |
Dany |
Danz
Die Liste der Biografien führt alle Personen auf, die in der deutschsprachigen Wikipedia einen Artikel haben. Dieses ist eine Teilliste mit 86 Einträgen von Personen, deren Namen mit den Buchstaben „Dang“ beginnt.

## Dang
- Dang Duc Ngan, Joseph (* 1957), vietnamesischer Geistlicher, römisch-katholischer Koadjutorerzbischof von Huế
- Dang Jinhu, chinesischer Poolbillardspieler
- Đặng Thai Mai (1902–1984), vietnamesischer Intellektueller und Journalist
- Đặng Thị Ngọc Thịnh (* 1959), vietnamesische Politikerin
- Dang Ye-seo (* 1981), südkoreanische Tischtennisspielerin
- Dang, Alfred (1893–1956), deutsch-argentinischer Journalist und Pädagoge, der 1934 nach Argentinien emigrierte
- Dang, Anthony Mingyan (* 1967), chinesischer Geistlicher, Erzbischof von Sian
- Dang, Blake, US-amerikanischer Schauspieler
- Đặng, Dominic Văn Cầu (* 1962), vietnamesischer Geistlicher, römisch-katholischer Bischof von Thái Bình
- Dang, Johann Sebastian (1891–1958), Gründer des Darmstädter Echos
- Dang, Matthias (* 1967), deutscher Medienmanager und ehemaliger Handballschiedsrichter
- Đặng, Phong (1937–2010), vietnamesischer Wirtschaftshistoriker und Hochschullehrer
- Dang, Roger Nkodo (* 1963), kamerunischer Politiker
- Dang, Thai Son (* 1958), vietnamesischer KonzertpianistDang Thai Son (* 1958)

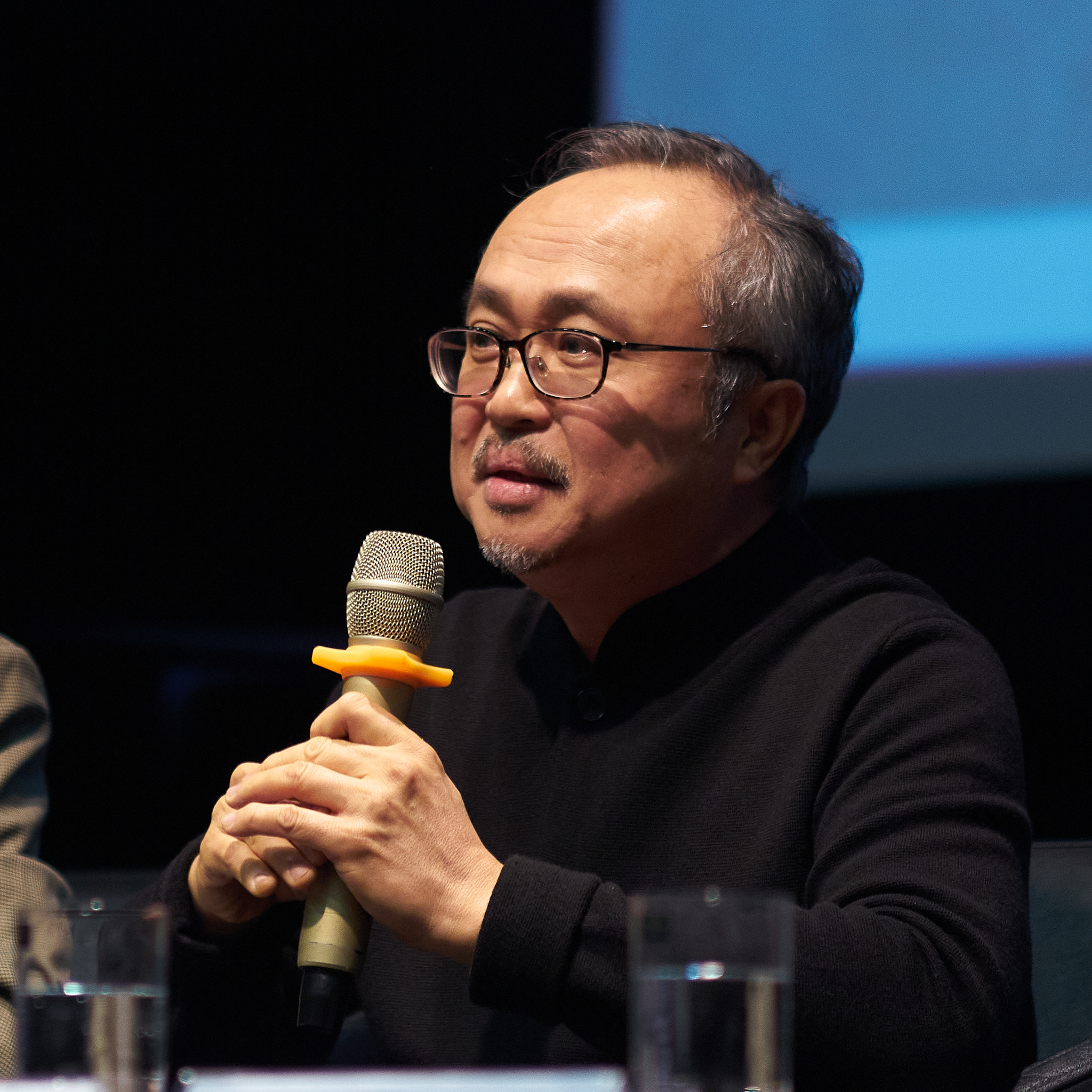
Dang Thai Son (* 1958)

- Đặng, Thùy Trâm (1942–1970), vietnamesische Ärztin
- Đặng, Văn Lâm (* 1993), vietnamesischer Fußballspieler
- Dang, Yiming (* 2004), chinesische Tennisspielerin
- Dang-Vu, Hoang (* 1999), deutscher Schauspieler

### Danga
- Dangalakowa, Tanja (* 1964), bulgarische Schwimmerin
- Dangarembga, Tsitsi (* 1959), simbabwische Autorin und Filmemacherin

### Dangb
- Dangbo, Pascal (* 1972), beninischer Sprinter

### Dange
- Dangeard, Louis (1898–1987), französischer Geologe und Meereskundler
- Dangeard, Pierre (1895–1970), französischer Botaniker
- Dangeard, Pierre Augustin (1862–1947), französischer Botaniker und Mykologe
- Dangeau, Louis de Courcillon de (1643–1723), französischer Romanist, Grammatiker und Phonetiker
- Dangel, Christoph Franz († 1841), deutscher Jurist und Politiker
- Dangel, Johann Adam (1785–1865), Schultheiß, Mitglied der Kurhessischen Ständeversammlung
- Dangel, Lorenz (* 1977), deutscher Filmkomponist
- Dangel-Pelloquin, Elsbeth (* 1947), deutsche Literaturwissenschaftlerin
- D’Angeli, Massimiliano (1815–1881), italienischer Politiker der LN
- Dangelmaier, Wilhelm (* 1949), deutscher Informatiker und Hochschullehrer
- Dangelmayr, Siegfried (1939–2021), deutscher Philosoph und Bibliothekar
- Dangelmayr, Steffen (* 1978), deutscher Fußballspieler
- D’Angelo (* 1974), US-amerikanischer MusikerD’Angelo (* 1974)

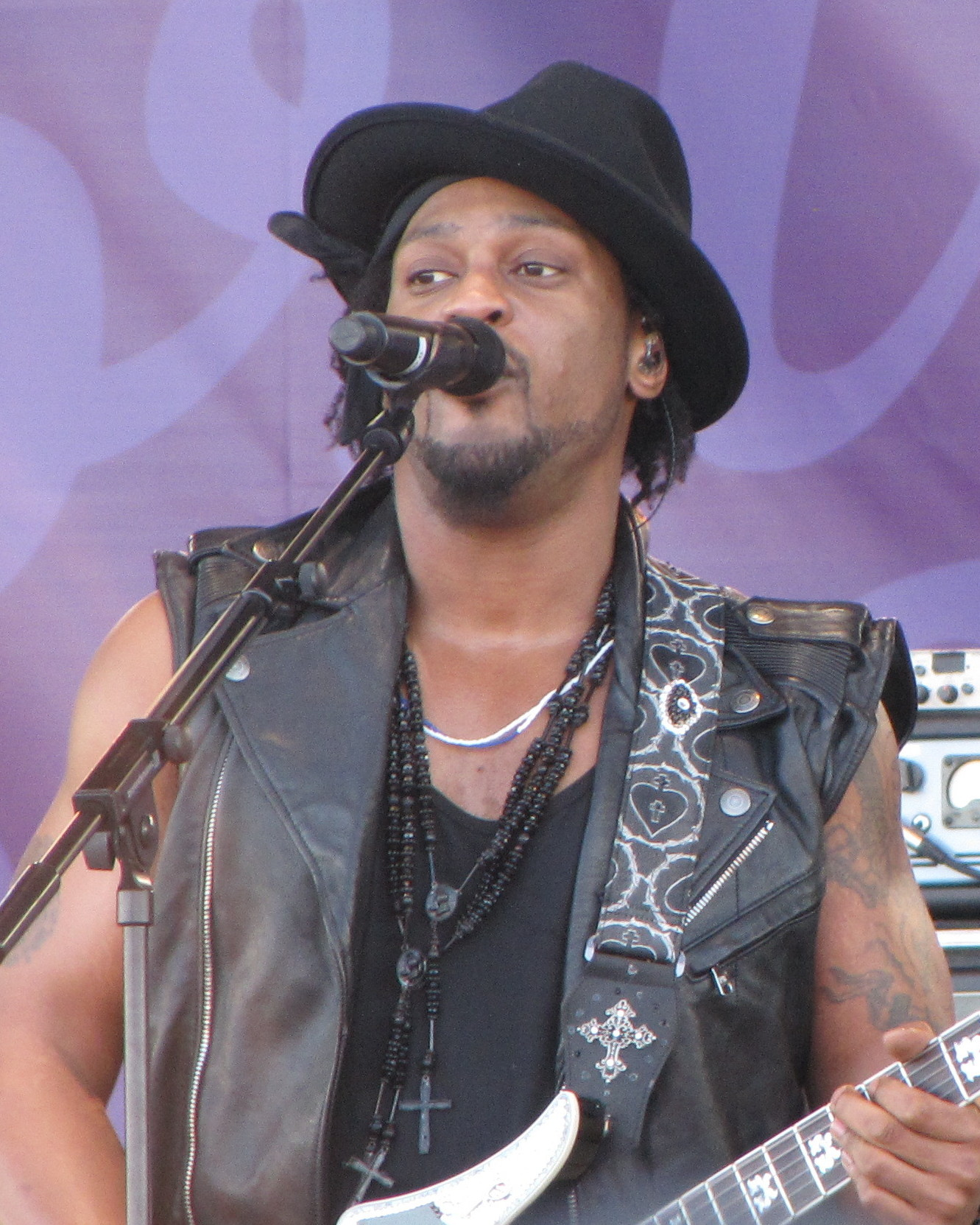
D’Angelo (* 1974)

- D’Angelo, Andrew (* 1965), US-amerikanischer Jazzmusiker
- D’Angelo, Antonio (* 1971), italienischer römisch-katholischer Geistlicher, Erzbischof von L’Aquila
- D’Angelo, Beverly (* 1951), US-amerikanische Schauspielerin und SängerinBeverly D’Angelo (* 1951)

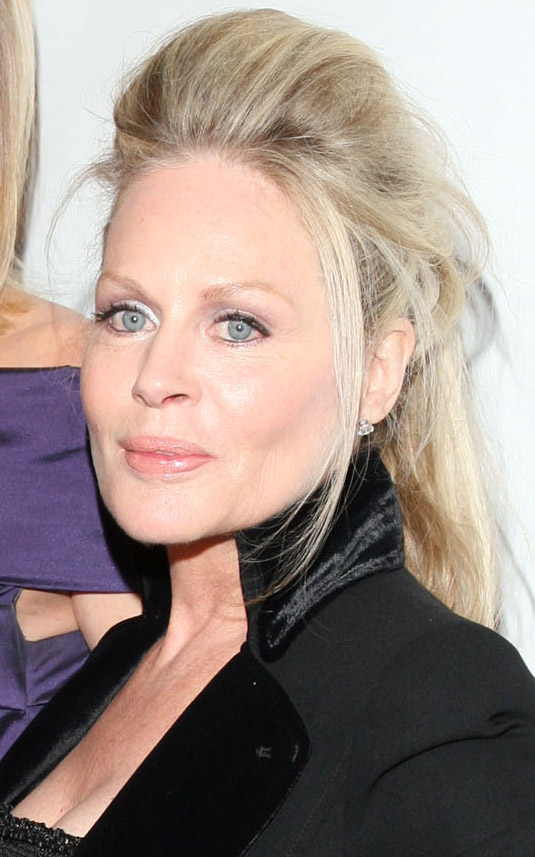
Beverly D’Angelo (* 1951)

- D’Angelo, Chiara (* 2004), österreichische Fußballspielerin
- D’Angelo, Dario (1947–1994), italienischer Journalist
- D’Angelo, Davide (* 1982), italienischer Radrennfahrer
- D’Angelo, Gianfranco (1936–2021), italienischer Schauspieler
- D’Angelo, Gianluca (* 1991), Schweizer Fussballspieler
- D’Angelo, Jesse James, US-amerikanischer Schauspieler und Moderator
- D’Angelo, Mario (* 1936), uruguayischer Künstler
- D’Angelo, Maurizio (* 1969), italienischer Fußballspieler
- D’Angelo, Mirella (* 1956), italienische Schauspielerin
- D’Angelo, Nino (* 1957), italienischer Sänger, Komponist und Schauspieler
- D’Angelo, Paolo (* 1956), italienischer Philosoph
- D’Angelo, Philipp (* 1989), österreichischer Basketballspieler
- D’Angelo, Sabrina (* 1993), kanadische Fußballspielerin
- Dangelo, Sergio (1932–2022), italienischer Maler, Illustrator und Komponist
- D’Angelo, Sharlee (* 1973), schwedischer Bassist
- D’Angelo, Vincenzo (1951–2008), italienischer Wasserballspieler
- Danger Dan (* 1983), deutscher RapperDanger Dan (* 1983)

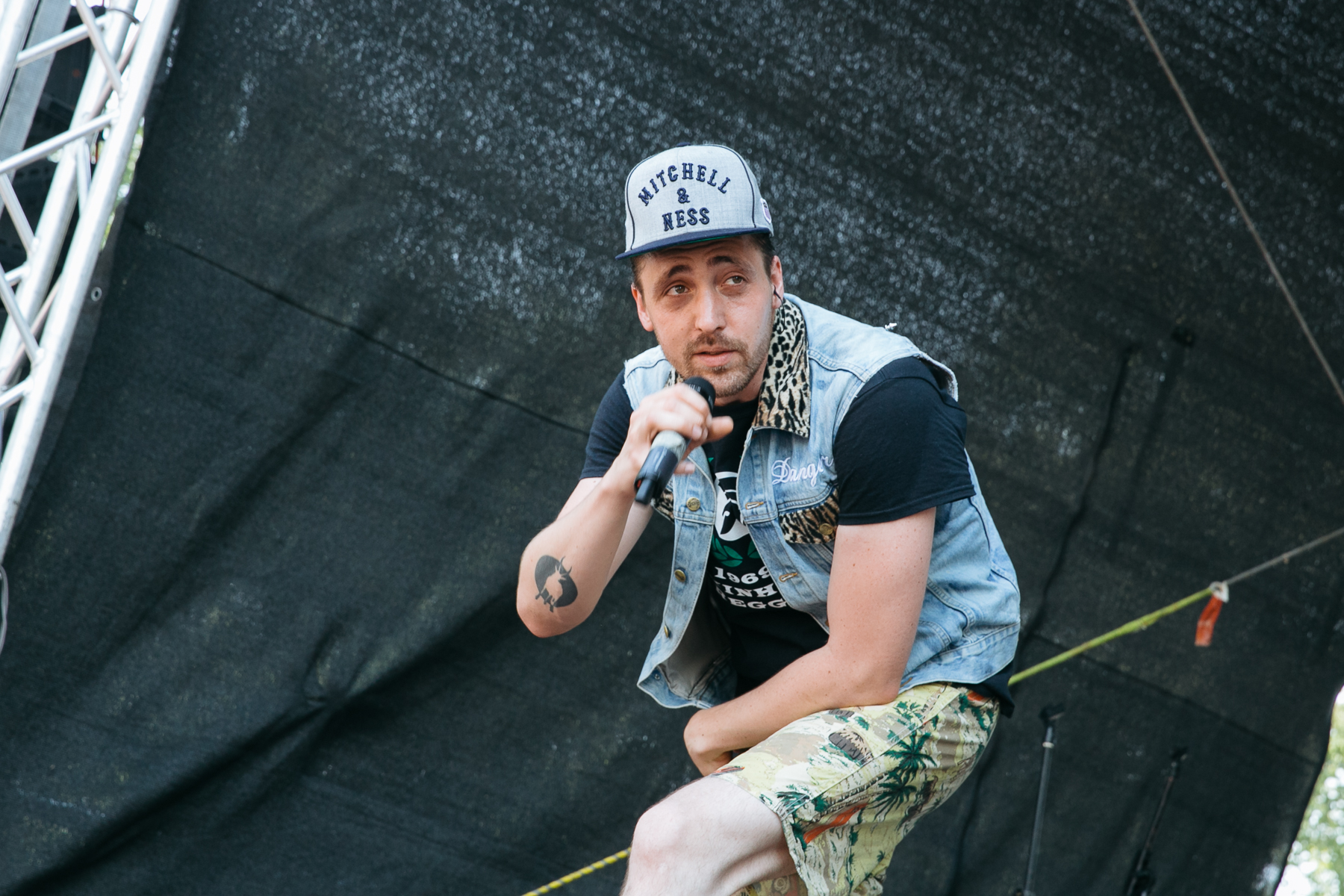
Danger Dan (* 1983)

- Danger, Abella (* 1995), US-amerikanische Pornodarstellerin
- Danger, Henri-Camille (1857–1939), französischer Genre- und Historienmaler
- Dangerfield, Crystal (* 1998), US-amerikanische Basketballspielerin
- Dangerfield, Fyfe (* 1980), englischer Rockmusiker
- Dangerfield, George (1904–1986), US-amerikanischer Historiker und Schriftsteller
- Dangerfield, Rodney (1921–2004), US-amerikanischer Komiker, Schauspieler
- D’Angerio, Alan, Maskenbildner
- Dangers, Jack (* 1965), britischer Elektronik-Musiker, DJ, Producer und Remixer
- Dangeville, Catherine († 1772), französische Schauspielerin
- Dangeville, Charles Botot (1665–1743), französischer Schauspieler

### Dangi
- Dangi, Chandra Bahadur (1939–2015), nepalesischer Hutmacher und kleinster Mensch der Welt
- Dangi, Manish (* 2001), nepalesischer Fußballspieler
- D’Angiò, Lino (* 1967), italienischer Schauspieler, Komiker und Fernsehmoderator
- D’Angiò, Pino (1952–2024), italienischer Popsänger und -musiker

### Dangl
- Dangl, Johann (1870–1944), österreichischer Politiker (CSP), Landtagsabgeordneter
- Dangl, Michael (* 1968), österreichischer Schauspieler
- Dangla, Paul († 1904), französischer Radsportler
- Danglmayr, Augustine (1898–1992), US-amerikanischer römisch-katholischer Geistlicher, Weihbischof in Dallas

### Dango
- Dangote, Aliko (* 1957), nigerianischer Unternehmer und MilliardärAliko Dangote (* 1957)

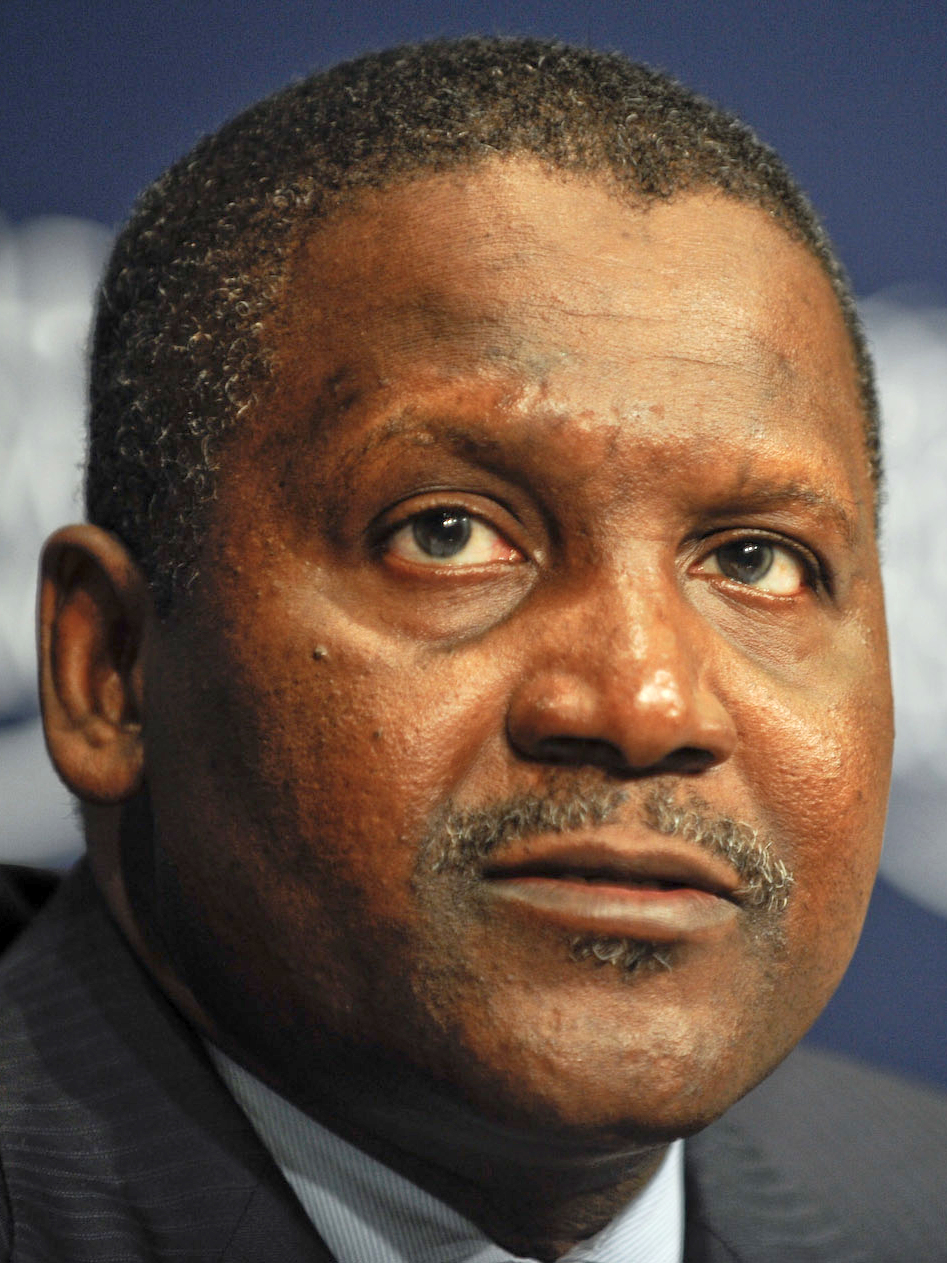
Aliko Dangote (* 1957)

### Dangr
- Dangrieß, Dieter (* 1940), deutscher Generalmajor im Ministerium für Staatssicherheit (MfS) der DDR

### Dangs
- Dangschat, Hans-Peter (* 1985), deutscher Politiker (CSU) und Rechtsanwalt
- Dangschat, Jens S. (* 1948), deutscher Soziologe und Hochschullehrer

### Dangu
- Dangubić, Branko (1922–2002), jugoslawischer Speerwerfer
- Danguillaume, Andre (1920–2004), französischer Radsportler
- Danguillaume, Camille (1919–1950), französischer Radsportler
- Danguillaume, Jean (* 1932), französischer Radsportler
- Danguillaume, Jean-Louis (1949–2009), französischer Radsportler
- Danguillaume, Jean-Pierre (* 1946), französischer Radrennfahrer
- Danguillaume, Marcel (1928–1989), französischer Radsportler
- Danguillaume, Roland (1925–2018), französischer Radsportler
- Danguy, Paul Auguste (1862–1942), französischer Botaniker

### Dangv
- Dangvydė, Neringa (1975–2020), litauische Schriftstellerin, Illustratorin, Literaturkritikerin, Übersetzerin und Bürgerrechtlerin